# فتنة زمانها (مسلسل)
فتنة زمانها مسلسل كوميدي سوري عربي مشترك صور عام 2015 صور في عدة دول عربية.

## مكان التصوير
تم تصويره في الإمارات العربية المتحدة(العين) - عين الفايضة، وسوريا(دمشق) ولبنان (العاصمة بيروت).

## أبطال العمل
- سيدة الكوميديا:سامية الجزائري
- الفنان:حسام تحسين بك
- الفنانة:ديمة الجندي
- الفنان:وائل أبو غزالة
- الفنان:أحمد الأحمد
- الفنانة:فداء كبرا
- الفنانة:مديحة كنيفاتي
- الفنان:راكان تحسين بك
- الفنانة:جيني اسبر
- الفنانة اللبنانية:مادلين طبر
- الفنان المصري:أحمد راتب

## قصة العمل
تدور أحدث المسلسل حول أسرة سورية تغادر بلدها بسبب الحرب، فيجد الابن الوحيد لأسرة أم وحيد الشامي، الملقبة ب«فتنة زمانها» مضطراً لاستقدام أفراد عائلته إلى مدينة أبوظبي، حيث يعمل هناك في منتجع سياحي في منطقة العين، والأسرة مكونة من الأم فتنة «سامية الجزائري» وزوجها برهوم «حسام تحسين بيك» وابنهم وحيد «أحمد الأحمد» وابنتهما فريدة «ديما الجندي» وصهرهما أمجد«وائل أبو غزالة».
تتطور أحداث المسلسل بعد استقدام أسرة أم وحيد الشامي إلى أبوظبي، حيث يخشى وحيد أن تكون عائلته عبئاً على صاحب المنتجع، فيفكر في توظيفهم بمهن تتناسب مع مؤهلاتهم، فتعمل أخته فريدة كمديرة مطاعم، وصهره أمجد موظف علاقات عامة في المنتجع، ويقوم برهوم زوج أمه بإدارة أمور المسبح وشؤون الترفيه في المنتجع، أما والدته «فتنة» فهي لا تحمل أي مؤهلات يمكن أن يستفاد منها في المنتجع، وبناءاً على رغبتها، ينشئ لها الابن ركناً في المنتجع، لقراءة الكف والفنجان، وهو العمل الذي تتقنه بمهارة، وبعد أن تنجح فتنة في قراءة الفنجان والبخت «الكف»، يذاع سيطها في أرجاء الإمارة، ويتهافت عليها الناس، ممن يتطلعون إلى معرفة مستقبلهم وطالعهم، وهنا يبدأ المسلسل في سرد حكايات معاشة من مجتمعنا حول الإرهاصات والشكوك التي تتعرض لها الأسرة العربية، واهتزاز العلاقة الزوجية بسبب الشك والحسد، والظلم الواقع على المرأة، وغيرها من المواضيع والقضايا التي تتعرض لها الأسرة العربية